# Điền trang hoàng gia

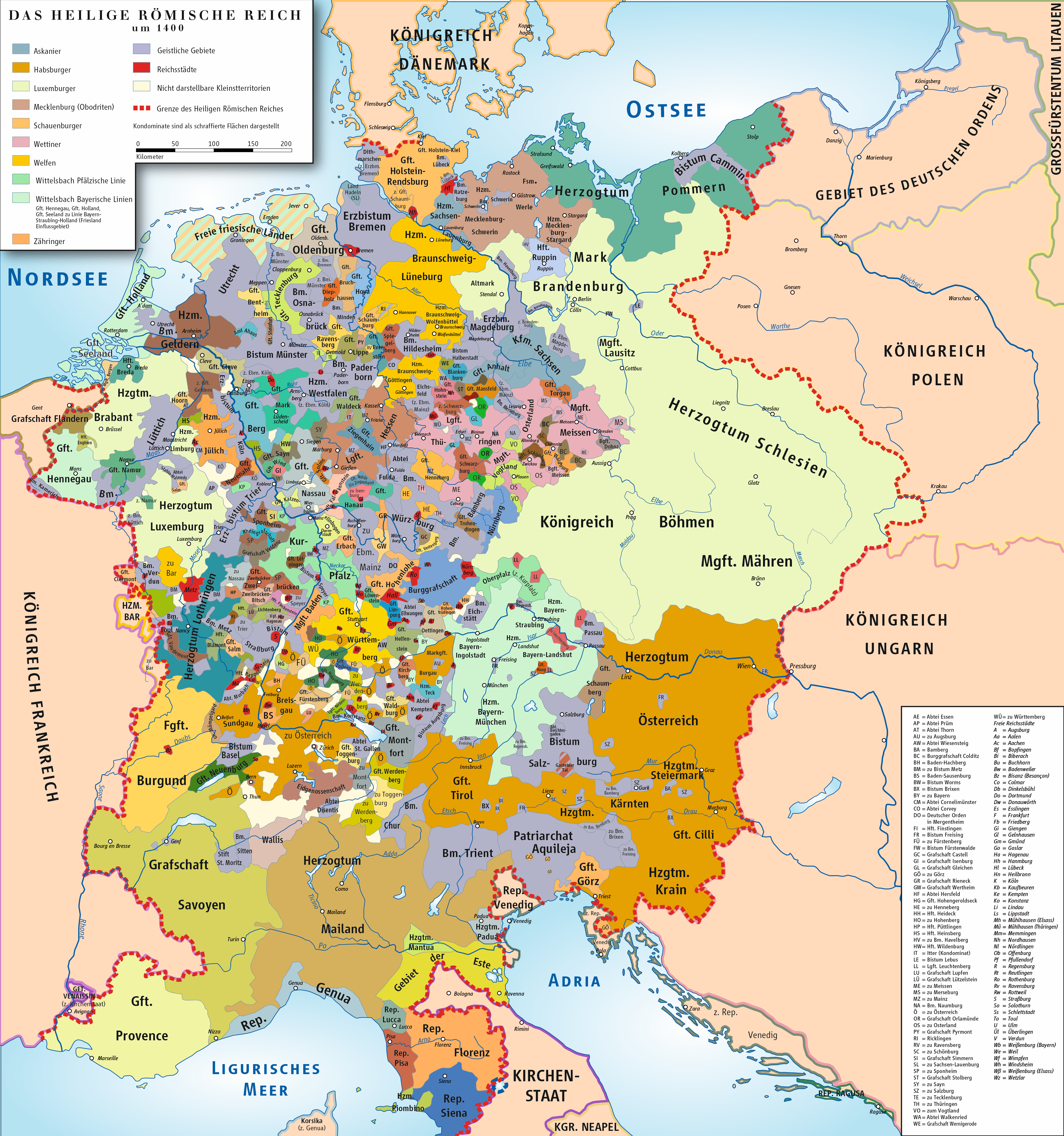
Một lãnh thổ trong Đế chế La Mã Thần thánh

Điền trang Hoàng gia (tiếng La Tinh: Status Imperii; tiếng Đức: Reichsstand, số nhiều: Reichsstände) là vị thế chính trị của một lãnh thổ trong Đế chế La Mã Thần thánh với quyền đại diện và bỏ phiếu trong Đại hội Đế quốc (Reichstag). Các nhà cai trị lãnh thổ thế tục này có đầy đủ các quyền trên lãnh thổ của mình cai quản và người duy nhất đứng trên họ chính là Hoàng đế La Mã Thần thánh. Do đó, họ có thể cai trị các vùng lãnh thổ của mình với một mức độ tự trị đáng kể. Những lãnh địa được hưởng vị thế chính trị đó bao gồm Lãnh địa Tuyển hầu, Thân vương quốc, Công quốc, Bá quốc, Giáo phận vương quyền, Lãnh địa Đan viện, Thành bang đế quốc...
Hệ thống Điền trang Hoàng gia đã ra đời và thay thế vị thế của các Công quốc gốc (stem duchies) tồn tại ở đầu thời kỳ Trung cổ. Các công quốc gốc dưới thời Đế quốc Carolus vẫn được giữ lại làm các phân khu dưới Triều đại Salier, nhưng sau đó chúng ngày càng trở nên lỗi thời trong thời Hậu kỳ Trung cổ, dưới thời Hohenstaufen, và cuối cùng chúng đã bị Frederick Barbarossa bãi bỏ vào năm 1180 để có thêm nhiều phân chia lãnh thổ. Từ năm 1489, các lãnh địa được hưởng vị thế Điền trang Hoàng gia đại diện trong Đại hội Đế quốc được chia thành 3 viện, gồm: Viện Tuyển hầu (Kurfürstenkollegium/den Kurfürstenrat), Viện Vương hầu (Reichsfürstenrat) và Viện Thành bang đế chế (Reichsstädtekollegium / Reichsstädterat). Các quý tộc khác từ đẳng bá tước trở xuống, mặc dù có địa vị cai trị lãnh địa thế tục, nhưng không có quyền đại diện cá nhân trực tiếp trong Đại hội Đế quốc; họ chỉ có quyền bầu cử theo từng nhóm gọi là các grafenbänke với một phiếu bầu duy nhất cho mỗi bänke. Các Hiệp sĩ Hoàng gia không có quyền có đại diện trong Đại hội Đế quốc.